# Fuentelapeña
Fuentelapeña és un municipi de la província de Zamora a la comunitat autònoma de Castella i Lleó.

## Demografia
| 1991 | 1996 | 2001 | 2004 |
| ---- | ---- | ---- | ---- |
| 1108 | 1079 | 989  | 938  |

## Personatges il·lustres
- Claudio Moyano y Samaniego (1809 - 1890), polític.
- Juan Soldevila y Romero (1843 - 1923), eclesiàstic i polític.